# Consiglio regionale del Rodano-Alpi
Il Consiglio regionale del Rodano-Alpi (in francese Conseil régional de Rhône-Alpes) è stata l'assemblea deliberativa della regione francese del Rodano-Alpi fino al 31 dicembre 2015, in seguito all'incorporazione della regione all'Alvernia per formare la nuova regione Alvernia-Rodano-Alpi.
Era composto da 156 membri e, fino alla sua scomparsa, aveva sede presso l'Hôtel de région di Lione.
Il suo ultimo presidente è stato Jean-Jack Queyranne (PS), eletto il 2 aprile 2004.

## Sede
Quando è stato creato nel 1974, il Consiglio regionale ha stabilito la sua sede in un edificio situato a Charbonnières-les-Bains, ai margini della nationale.
Il 7 aprile 2005 la riunione plenaria del consiglio ha adottato un progetto di costruzione nel nuovo quartiere di la Confluence a Lione di un nuovo edificio di 38.000 m2 di uffici, in grado di ospitare una forza lavoro stimata in 1.400 agenti, e che incontra un alto livello ambientale standard di qualità (HQE). Questa posizione è scelta sia in modo che la regione abbia la sua sede nella capitale1 sia in modo che sia facilmente raggiungibile con i mezzi pubblici dagli otto dipartimenti della regione.
Originariamente previsto per l'autunno 2009, il nuovo edificio, progettato dall'architetto Christian de Portzamparc, è stato finalmente inaugurato il 25 maggio 2011 e il Consiglio regionale ha tenuto la sua prima sessione plenaria il 13 luglio successivo.
Dal 2016 ospita la sede della regione Alvernia-Rodano-Alpi.
La sede è servita dalle linee del tram T1 e T2 alla fermata Hôtel de Région - Montrochet e dalle linee dell'autobus 63 e S1 alla fermata omonima.